# Mariánský sloup (Rakovník)
Mariánský sloup v Rakovníku stojí ve východní části centrálního Husova náměstí. Postaven byl roku 1749 kamenickým mistrem Kryštofem Knopfem podle nákresu Václava Ettla, a to výjimečně ne kvůli moru, ale pro poutníky směřující zdejším krajem na Svatou Horu u Příbrami. Mariánský sloup je chráněn jako kulturní památka České republiky.

## Popis
Barokní sloup je vysoký celkem 12 metrů a je proveden z novohradského pískovce. Střední pilíř je tvořen čtyřmi pilastry a stojí na třímetrovém podstavci, z nějž vystupují čtyři volutové konzoly, na nichž stojí sochy světců v nadživotní velikosti: sv. Václava, sv. Víta, sv. Prokopa a sv. Vojtěcha. (Původně byly umístěny na kamenném zábradlí okolo sloupu, ale v roce 1829 poté, co jednu sochu porazila sousedka Kalíková, která chtěla lépe vidět na odsouzence vedeného na popravu, a ta zabila její dítě stojící pod ní, byly přemístěny výše a zábradlí bylo nahrazeno patníky spojenými řetězy.) Vlastní sloup je ozvláštněn stylizovanými obláčky s hlavičkami andělíčků, zakončen je čtyřhrannou hlavicí, nesoucí přes prohýbané kladí profilovanou římsu, na níž mezi andělíčky stojí také v nadživotní velikosti Panna Maria s Ježíškem. Podstavec sloupu kromě konzol obsahuje z jedné strany schránku s železnými dvířky, nad níž je znak města, a ze zbývajících tří latinské nápisy, které vyjadřují prosby, aby Bohorodička vyprosila pro Rakovník mír.